# Fed-Cup-Nationenrangliste
| Fed-Cup-Nationenrangliste Stand: 22. April 2019; Top 20 von 104 | Fed-Cup-Nationenrangliste Stand: 22. April 2019; Top 20 von 104 | Fed-Cup-Nationenrangliste Stand: 22. April 2019; Top 20 von 104 | Fed-Cup-Nationenrangliste Stand: 22. April 2019; Top 20 von 104 | Fed-Cup-Nationenrangliste Stand: 22. April 2019; Top 20 von 104 |
| Rang                                                            | +/-                                                             | Nationalmannschaft                                              | Punkte                                                          | Runden                                                          |
| --------------------------------------------------------------- | --------------------------------------------------------------- | --------------------------------------------------------------- | --------------------------------------------------------------- | --------------------------------------------------------------- |
| 1                                                               | ▬                                                               | Tschechien                                                      | 28835,00                                                        | 11                                                              |
| 2                                                               | ▬                                                               | USA                                                             | 22160,00                                                        | 10                                                              |
| 3                                                               | ▲1                                                              | Frankreich                                                      | 17100,00                                                        | 9                                                               |
| 4                                                               | ▲2                                                              | Australien                                                      | 14160,00                                                        | 8                                                               |
| 5                                                               | ▼2                                                              | Belarus                                                         | 11880,00                                                        | 9                                                               |
| 6                                                               | ▼1                                                              | Rumänien                                                        | 7562,50                                                         | 8                                                               |
| 7                                                               | ▬                                                               | Deutschland                                                     | 6822,50                                                         | 8                                                               |
| 8                                                               | ▲2                                                              | Spanien                                                         | 5532,50                                                         | 8                                                               |
| 9                                                               | ▬                                                               | Schweiz                                                         | 4735,00                                                         | 8                                                               |
| 10                                                              | ▼2                                                              | Belgien                                                         | 4050,00                                                         | 11                                                              |
| 11                                                              | ▲4                                                              | Vereinigtes Königreich                                          | 4035,00                                                         | 17                                                              |
| 12                                                              | ▬                                                               | Lettland                                                        | 3782,50                                                         | 14                                                              |
| 13                                                              | ▼2                                                              | Kanada                                                          | 3630,00                                                         | 11                                                              |
| 14                                                              | ▲2                                                              | Japan                                                           | 3455,00                                                         | 15                                                              |
| 15                                                              | ▲1                                                              | Slowakei                                                        | 3417,50                                                         | 8                                                               |
| 16                                                              | ▼3                                                              | Russland                                                        | 3080,00                                                         | 11                                                              |
| 17                                                              | ▲2                                                              | Kasachstan                                                      | 2482,50                                                         | 16                                                              |
| 18                                                              | ▲3                                                              | Brasilien                                                       | 2280,00                                                         | 18                                                              |
| 19                                                              | ▼5                                                              | Niederlande                                                     | 2095,00                                                         | 8                                                               |
| 20                                                              | ▲3                                                              | Paraguay                                                        | 2047,50                                                         | 16                                                              |
| …                                                               |                                                                 |                                                                 |                                                                 |                                                                 |
| 39                                                              | ▼2                                                              | Österreich                                                      | 891,50                                                          | 14                                                              |

In der Fed-Cup-Nationenrangliste (englisch Fed Cup Nations Ranking) werden von der International Tennis Federation (ITF) seit 2002 die Tennis-Nationalmannschaften der Damen in einer offiziellen Rangliste geführt. Grundlage für die Wertung sind offizielle Begegnungen der Nationalmannschaften im Fed Cup der Damen.
Die Liste wurde eingeführt um eine Vergleichswertung zwischen den Nationen herzustellen. Die Nationenrangliste wird nach jeder Fed-Cup-Runde aktualisiert und enthält alle am Fed Cup teilnehmenden Nationen.
Genutzt wird sie vor allem für die Setzung in allen Gruppen des Wettbewerbs, wobei die Setznummer eins der letztjährige Gewinner und die Setznummer zwei der letztjährige Finalist sind, unabhängig welche Punktzahl diese in der Nationenrangliste aufweisen.

## Punktewertung
Die Fed-Cup-Nationenrangliste bewertet die Erfolge der am Fed Cup teilnehmenden Nationen über einen Vier-Jahres-Zeitraum. Alle Sieg innerhalb der letzten vier Jahre werden berücksichtigt, so dass nach jeder Runde im Fed Cup die ältesten Ergebnisse nicht mehr in die Wertung eingehen. Jüngere Turniererfolge werden in der Bewertung stärker gewichtet als ältere Erfolge. So werden Siege, die in den letzten 12 Monaten erreicht wurden, zu 100 % gewichtet, Ergebnisse, die länger als 12 Monate, aber innerhalb der letzten beiden Jahre erzielt wurden, mit 75 %, Ergebnisse im dritten Jahr mit 50 % und im vierten Jahr mit 25 % gewichtet. Dabei würden aus 100 erreichten Punkten nach und nach 75, dann 50 und zuletzt 25 Punkte, bevor sie nach vier Jahren keine Berücksichtigung mehr finden.
Es gibt sowohl Punkte für die erfolgreich absolvierte Runde als auch Bonuspunkte für einen Sieg in Abhängigkeit von der Ranglistenposition der gegnerischen Mannschaften. Wenn ein Team durch ein walkover sieglos weiterkommt, erhält es nur die Punkte für die erreichte Runde, aber keine Bonuspunkte. Für Trostrunden werden keine Punkte vergeben.

### Weltgruppe I und II
Rundenpunkte
| Runde                  | Punkte | Ermäßigte Punkte | Ermäßigte Punkte | Ermäßigte Punkte |
| ---------------------- | ------ | ---------------- | ---------------- | ---------------- |
|                        |        | 075 %            | 050 %            | 025 %            |
| Finale                 | 8000   | 6000             | 4000             | 2000             |
| Halbfinale             | 6000   | 4500             | 3000             | 1500             |
| Weltgruppe I 1. Runde  | 4000   | 3000             | 2000             | 1000             |
| Weltgruppe I Play-Off  | 2000   | 1500             | 1000             | 0500             |
| Weltgruppe II 1. Runde | 1500   | 1175             | 0750             | 0375             |
| Weltgruppe II Play-Off | 1000   | 0750             | 0500             | 0250             |

Bonus Punkte
| Position in der Nationenrangliste | Erreichbare Bonuspunkte |
| --------------------------------- | ----------------------- |
| 1                                 | 200                     |
| 2–5                               | 180                     |
| 6–10                              | 150                     |
| 11–20                             | 100                     |
| 21–30                             | 080                     |
| 31–50                             | 050                     |
| 51–75                             | 030                     |

### Gruppen I, II und III
In den Gruppen I, II und III sind die erreichbaren Punkte gedeckelt durch die Punkte der zu erreichenden Ranglistenposition. Durch die unterschiedliche Anzahl der in den Gruppen spielenden Mannschaften variieren die Punkte. Nur die Punkte, die eine Nation in der jeweiligen Runde erreichen kann bleibt konstant:
- Gruppe I: 1000 Punkte
- Gruppe II:0400 Punkte
- Gruppe III: 160 Punkte